# 上虎牙岛
上虎牙岛是钓鱼岛及其附属岛屿中的一个小岛，位于黄尾屿北，坐标为25°55.7′N 123°41.0′E。2012年3月3日，中华人民共和国国家海洋局、民政部公布其标准名称。
上虎牙岛紧邻黄尾屿，是黄尾屿北侧三个卫星岛屿之一（另有海豚岛和下虎牙岛），这三个小岛是整个钓鱼岛及其附属岛屿陆地的最北端。
上虎牙岛被日本政府命名为“北小岛”，是日本政府命名的4个卫星岛之一。

## 外部連結
- 中華民國內政部釣魚臺列嶼簡介（繁體中文）
- ウオッちず 地図閲覧サービス（試験公開）（页面存档备份，存于）（日本国土地理院の地形図）（日語）